# 通貨の一覧
通貨の一覧（つうかのいちらん）では、世界の通貨と対応する国と地域を挙げる。ドルやポンドなど、単位が複数の通貨において使われる場合は、原則として国名を先頭につけてある。

## ア行
- アールガウ・フランク（英語版） - アールガウ州
- アイスランド・クローナ - アイスランド
- アイルランド・ポンド - アイルランド
- アウストラル - アルゼンチン
- アゼルバイジャン・マナト - アゼルバイジャン
- アゼルバイジャン・ルーブル（英語版） - アゼルバイジャン
- アゾレス諸島レアル（英語版） - アゾレス諸島
- アッペンツェル・フランク（英語版） - アッペンツェル
- アフガニ - アフガニスタン
- アフガン・ルピー（英語版） - アフガニスタン
- アメリカ合衆国ドル - アメリカ合衆国 / エクアドル / タークス・カイコス諸島 / パラオ / 東ティモール / マーシャル諸島 / ミクロネシア連邦
- アメリカ合衆国のトレード・ダラー（英語版） - アメリカ合衆国
- アルジェリア・ディナール - アルジェリア
- アルジェリア・フラン - アルジェリア
- アルゼンチン・ペソ - アルゼンチン
- アルゼンチン・ペソ (1983-1985) - アルゼンチン
- アルゼンチン・ペソ・モネダ・コリエンテ（英語版） - アルゼンチン
- アルゼンチン・ペソ・モネダ・ナシオナル（英語版） - アルゼンチン
- アルゼンチン・ペソ・レイ（英語版） - アルゼンチン
- アルバ・ギルダー - アルバ
- アルバ・フロリン - アルバ
- アルヘンティーノ（英語版） - アルゼンチン
- アルメニア・ルーブル（英語版） - アルメニア
- アングロサクソン・ポンド（英語版） - アングロサクソンイングランド
- 暗号通貨 - インターネット
- アンゴラ・エスクード - アンゴラ
- アンゴラ・レアル - アンゴラ
- アンゴラー（英語版） - アンゴラ
- アンティグア・ドル（英語版） - アンティグア島
- アンティル・ギルダー - オランダ領アンティル
- アンドラ・ディナール（英語版） - アンドラ
- イエメン・リアル - イエメン
- イオニア・オボル（英語版） - イオニア諸島
- イギリス・ポンド - イギリス
- イギリス領ガイアナ・ギルダー（英語版） - イギリス領ガイアナ
- イスラエル・ポンド（英語版） - イスラエル
- イタリア・リラ - イタリア
- イタリア領ソマリランド・リラ（英語版） - イタリア領ソマリランド
- イタリア領ソマリランド・ルピア（英語版） - イタリア領ソマリランド
- イタリア領東アフリカ・リラ（英語版） - イタリア領東アフリカ
- イラク・スイス・ディナール（英語版） - イラク
- イラク・ディナール - イラク
- イラン・トマン - イラン
- イラン・リヤル - イラン
- インカ (ペルーの通貨)（英語版） - ペルー
- インターナショナル・ドル（英語版） - hypothetical currency pegged 1:1 to the United States dollar
- インティ - ペルー
- インド・パイサ（英語版） - インド
- インド・ルピー - インド
- ヴァレー・ターラー（英語版） - ヴァレー
- ウーリ・フランク（英語版） - ウーリ
- ヴェストファーレン・ターラー（英語版） - ヴェストファーレン王国
- ヴェストファーレン・フランク（英語版） - ヴェストファーレン王国
- ヴェネツィア・リラ（英語版） - ヴェネツィア
- ヴォー・フラン（英語版） - ヴォー
- ウォン - 朝鮮
- ウガンダ・シリング - ウガンダ
- ウギア - モーリタニア
- ヴュルテンベルク・グルデン（英語版） - ヴュルテンベルク
- ウルグアイ・ペソ - ウルグアイ
- ヴロラ・フランク（英語版） - ヴロラ
- ウンターヴァルデン・フランク（英語版） - ウンターヴァルデン
- 英国のトレード・ダラー - 英国
- 英領北ボルネオ・ドル（英語版） - 英領北ボルネオ
- 英領西インド諸島・ドル（英語版） - 英領西インド諸島
- エクアドル・ペソ（英語版） - エクアドル
- エクアドル・レアル（英語版） - エクアドル
- エジプト・ポンド - エジプト
- エストニアマルク（英語版） - エストニア
- エリトリア・タレーロ - エリトリア
- エルサルバドル・ペソ（英語版） - エルサルバドル
- エルサルバドル・レアル（英語版） - エルサルバドル
- 円 - 日本
- 沿ドニエストル・ルーブル - 沿ドニエストル
- オーストラリア・ドル - オーストラリア / キリバス / ツバル / ナウル
- オーストラリア・ポンド - オーストラリア
- オーストリア＝ハンガリー・グルデン - オーストリア＝ハンガリー帝国
- オーストリア＝ハンガリー・クローネ - オーストリア
- オーストリア・シリング - オーストリア
- オストマルク (通貨)（英語版） - リトアニア
- オスマントルコ・ピアストル（英語版） - オスマン帝国
- オマーン・リアル - オマーン
- オラ (通貨)（英語版） - オラニア / 南アフリカ
- オランダ・インディアン・グルデン（英語版） - オランダ領東インド
- オランダ領インド・ルピア - オランダ領東インド
- オルダニー・ポンド（英語版） - オルダニー島（記念 / イギリスポンドと同じ）

## カ行
- ガーナ・ポンド - ガーナ
- カーボベルデ・エスクード - カーボベルデ
- カーボベルデ・レアル（英語版） - カーボベルデ
- ガーンジー・ポンド - ガーンジー
- ガイアナ・ドル - ガイアナ
- 海峡ドル（英語版） - ブルネイ / マレーシア / シンガポール
- ガゼタ（英語版）（Γαζετα） - イオニア諸島
- カタール・リヤル - カタール
- カタルーニャ・ペセタ（英語版） - カタルーニャ
- カタンガ・フラン（英語版） - カタンガ共和国
- カナダ・ドル - カナダ
- カナダ・ポンド（英語版） - カナダ
- カルボーヴァネツィ - ウクライナ
- ガンビア・ポンド - ガンビア
- カンボジア・フラン（英語版） - カンボジア
- キープ - ラオス
- 北イエメン・リアル（英語版） - 北イエメン
- 北ベトナム・ドン - ベトナム民主共和国
- キナ - パプアニューギニア
- ギニア・シリ - ギニア
- ギニア・フラン - ギニア
- ギニアビサウ・ペソ - ギニアビサウ
- キプロス・ポンド - キプロス / アクロティリ / デケリア
- キューバ兌換ペソ - キューバ
- キューバ・ペソ - キューバ
- 旧台湾ドル - 中華民国
- 教皇領スクード（英語版） - 教皇領
- 教皇領リラ（英語版） - 教皇領
- キリバス・ドル - キリバス
- キルギス・ソム - キルギス
- ギルダー - オランダ
- 金マルク - ドイツ
- グアテマラ・ペソ（英語版） - グアテマラ
- グアドループ・フラン（英語版） - グアドループ
- グアドループ・リーブル（英語版） - グアドループ
- グアラニー - パラグアイ
- クウェート・ディナール - クウェート
- クーナ - クロアチア
- クーポン (モルドバの通貨)（英語版） - モルドバ
- グールド - ハイチ
- クック諸島・ドル（英語版） - クック諸島
- グラールス・フランク（英語版） - グラールス
- クライナ・ディナール - クライナ・セルビア人共和国
- グラウビュンデン・フランク（英語版） - グラウビュンデン
- クランタン・ケピン（英語版） - クランタン
- クランタン・ディナール（英語版） - クランタン州
- グリーンランド・リグスダラー（英語版） - グリーンランド
- クルサード - ポルトガル
- クルザード - ブラジル
- クルゼイロ (通貨)（英語版） -  ブラジル
- グルデン - template:フローリン参照。
- グレナダ・ドル（英語版） - グレナダ
- クロアチア・ディナール - クロアチア
- クロアチア独立国クーナ（英語版） - クロアチア独立国
- クローネンターラー (オーストリア領ネーデルラントの通貨)（英語版） - ベルギー
- クローネンターラー (神聖ローマ帝国の通貨)（英語版） - 神聖ローマ帝国
- クローン - エストニア
- グロシュ (クラクフの通貨)（英語版）  - クラクフ
- クワンザ - アンゴラ
- 軍用手票 - 香港
- ケイマン諸島・ドル - ケイマン諸島
- ケツァル - グアテマラ
- ケニア・シリング - ケニア
- 元 - 中華人民共和国
- コカンド・テンガ（英語版） - コーカンド
- コスタリカ・コロン - コスタリカ
- コスタリカ・ペソ（英語版） - コスタリカ
- コネチカット・ポンド（英語版） - コネチカット
- コモロ・フラン - コモロ
- コリ (通貨)（英語版） - カッチ
- コリオン（英語版） - ロシア
- グリーンランド・コルーニ - グリーンランド
- コルチャ・フランジ（英語版） - コルチャ
- コルドバ・オロ - ニカラグア
- コルナ (ベーメン・メーレン保護領の通貨)（英語版） - ベーメン・メーレン保護領
- コロナ (ハンガリーの通貨)（英語版） - ハンガリー
- コロン
- コロンビア・ペソ - コロンビア
- コロンビア・レアル（英語版） - コロンビア
- コンゴ・フラン - コンゴ民主共和国
- コンチネンタル・ドル（英語版） - アメリカ合衆国の植民地時代

## サ行
- ザール・フラン（英語版） - ザール
- ザール・マルク（英語版） - ザール
- サウディ・リヤル - サウジアラビア
- サウスカロライナ・ポンド（英語版） - サウスカロライナ
- ザクセン・ターラー（英語版） - ザクセン王国
- ザクセン・フェアアインスターラー（英語版） - ザクセン王国
- サモア・ポンド - サモア
- サラワク・ドル（英語版） - サラワク州
- サルデーニャ・スクード（英語版） - サルデーニャ
- サルデーニャリラ（英語版） - サルデーニャ
- サルバドール・コロン - エルサルバドル
- ザンクトガレン・ターラー（英語版） - ザンクトガレン
- ザンクトガレン・フランク（英語版） - ザンクトガレン
- ザンジバル・リヤル（英語版） - ザンジバル
- ザンジバル・ルピー（英語版） - ザンジバル
- サントドミンゴ・レアル（英語版） - サントドミンゴ
- サントメ・プリンシペ・エスクード  - サントメ・プリンシペ
- サントメ・プリンシペ・レアル（英語版） - サントメ・プリンシペ
- ザンビア・クワチャ - ザンビア
- ザンビア・ポンド - ザンビア
- サンピエール島・ミクロン島・フラン（英語版） - サンピエール島・ミクロン島
- サンマリノ・リラ - サンマリノ
- シェケル
- シェケル (旧通貨)（英語版） - イスラエル / ガザ地区 / ヨルダン川西岸地区
- シエラレオネ・ドル（英語版） - シエラレオネ
- シチリア・ピアストラ（英語版） - シチリア
- ジブチ・フラン - ジブチ
- ジブラルタル・ポンド - ジブラルタル
- ジブラルタル・レアル（英語版） - ジブラルタル
- シャー (通貨)（英語版） - ウクライナ
- ジャージー・ポンド - ジャージー
- ジャージー・リーブル（英語版） - ジャージー
- シャフハウゼン・フランク（英語版） - シャフハウゼン
- ジャマイカ・ドル - ジャマイカ
- ジャマイカ・ポンド（英語版） - ジャマイカ
- ジャワ・ルピー（英語版） - ジャワ島
- シュヴィーツ・グルデン（英語版） - シュヴィーツ
- シュヴィーツ・フランク（英語版） - シュヴィーツ
- ジュネーヴ (通貨)（英語版） - ジュネーヴ
- ジュネーブ・ターラー（英語版） - ジュネーブ
- ジュネーブ・フラン（英語版） - ジュネーブ
- ジョージア・ポンド（英語版） - ジョージア
- シリア・ポンド - シリア
- シリング
- シンガポール・ドル - シンガポール
- 新クルザード（英語版） - ブラジル
- 新シェケル - イスラエル
- 新台湾ドル - 中華民国
- 新トルコ・リラ - トルコ
- 新ペンス（英語版） - イギリス
- 人民元 - 中華人民共和国
- ジンバブエ・ドル - ジンバブエ
- スイス・フラン - スイス / リヒテンシュタイン
- スウェーデン・クローナ - スウェーデン
- スウェーデン・ペニング（英語版） - スウェーデン
- スウェーデン・リクスダラー（英語版） - スウェーデン
- ズウォティ - ポーランド
- スーダン・ポンド - スーダン
- スーダン・ディナール - スーダン
- スカンデル（英語版） - コルチャ
- スクード（英語版）
- スクレ (エクアドルの通貨)（英語版） - エクアドル
- スコットランド・ポンド（英語版） - スコットランド王国
- スターリング・ポンド（英国ポンド（英ポンド）） - 英国 / イギリス領インド洋地域
- スペイン・エスクード - スペイン
- スペイン・レアル（英語版） - スペイン
- スペイン植民地のレアル（英語版） - アルゼンチン / ボリビア / チリ / コロンビア / コスタリカ / キューバ / ドミニカ共和国 / エクアドル / エルサルバドル / グアテマラ / ホンジュラス / メキシコ / ニカラグア / パナマ / パラグアイ / ペルー / ウルグアイ / ベネズエラ
- スマトラ・ドル（英語版） - スマトラ島
- スム - ウズベキスタン
- スリナム・グルデン（英語版） - スリナム
- スリナム・ドル - スリナム
- スリランカ・ルピー - スリランカ
- スルプスカ共和国ディナール（英語版） - スルプスカ共和国
- スロバキア・コルナ - スロバキア
- セーシェル・ルピー - セーシェル
- 石貨 - ヤップ島
- 赤道ギニア・エクウェレ（英語版）(Ekwele) (Ekuele) -  赤道ギニア
- 赤道ギニア・ペセタ（英語版） - 赤道ギニア
- セツ (通貨)（英語版）（歴史的に南インドとスリランカで使用されていた）
- セディ - ガーナ
- CFAフラン (BCEAO) - ギニアビサウ / コートジボワール/ セネガル / トーゴ / ブルキナファソ / ベナン / マリ共和国 / ニジェール
- CFAフラン (BEAC) - ガボン / カメルーン / コンゴ共和国 / 赤道ギニア / チャド / 中央アフリカ
- CFPフラン - ニューカレドニア / フランス領ポリネシア / ウォリス・フツナ
- セルビア・ディナール - セルビア
- セルビア・ペルパー（英語版） - セルビア
- セントクリストファー・ドル（英語版） - セントクリストファー島
- セントビンセント・ドル（英語版） - セントビンセント・グレナディーン
- セントヘレナ・ポンド - セントヘレナ
- セントルシア・ドル（英語版） - セントルシア
- セントルシア・リーブル（英語版） - セントルシア
- ソマリア・シリング - ソマリア
- ソマリランド・シリング - ソマリランド
- ソム (通貨)（英語版）
- ソモニ - タジキスタン
- ソル
- ゾロトゥルン・ターラー（英語版） - ゾロトゥルン
- ゾロトゥルン・フランク（英語版） - ゾロトゥルン
- ソロモン諸島ドル - ソロモン諸島
- ソロモン諸島ポンド（英語版） - ソロモン諸島

## タ行
- ターラー - ドイツ / オーストリア / ハンガリー
- 大韓民国ウォン - 大韓民国
- 大日本帝国政府発行のオセアニア・ポンド（英語版） - キリバス / ナウル / ニューギニア / ソロモン諸島 / ツバル
- 大日本帝国政府発行のフィリピン・ペソ（英語版） - フィリピン
- タカ - バングラデシュ
- 兌換マルク - ボスニア・ヘルツェゴビナ
- タジキスタン・ルーブル（英語版） - タジキスタン
- タラ - サモア
- ダラシ - ガンビア
- タロナス（英語版） - リトアニア
- タンカ (通貨)（英語版） - チベット
- タンザニア・シリング - タンザニア
- ダンツィヒ・ターラー（英語版） - グダニスク
- ダンツィヒ・グルデン（英語版） - グダニスク
- チェコ・コルナ - チェコ
- チェコスロバキア・コルナ - チェコスロバキア
- チェルボネツ（英語版） - ロシア
- チベット・サン（英語版） - チベット
- チャット - ミャンマー
- 中央アフリカCFAフラン - カメルーン / 中央アフリカ共和国 / チャド / コンゴ共和国 / 赤道ギニア / ガボン
- 中央アメリカ・レアル（英語版） - 中央アメリカ連邦共和国 - コスタリカ / エルサルバドル / グアテマラ / ホンジュラス / ニカラグア
- チューリッヒ・ターラー（英語版） - チューリッヒ
- チューリッヒ・フランク（英語版） - チューリッヒ
- チュニジア・ディナール - チュニジア
- 朝鮮民主主義人民共和国ウォン - （朝鮮民主主義人民共和国）
- チリ・ペソ - チリ
- ツバル・ドル - ツバル (not an independent currency, equivalent to Australian dollar)
- ティカル (通貨)（英語版） - カンボジア
- ティチーノ・フランコ（英語版） - ティチーノ州
- デナール - 北マケドニア
- ディネイロ（英語版） - ポルトガル
- ディネロ（英語版） - スペイン
- ディルハム
- テキサス・ドル（英語版） - テキサス共和国
- デラウェア・ポンド（英語版） - デラウェア
- テンゲ - カザフスタン
- デンマーク・クローネ - デンマーク
- デンマーク・リグスダーラー（英語版） - デンマーク
- デンマーク領西インド諸島ダラー（英語版） - デンマーク領西インド諸島
- デンマーク領西インド諸島リグスダーラー（英語版） - デンマーク領西インド諸島
- デンマーク領インドルピー（英語版） - デンマーク領インド
- ドイツマルク - ドイツ
- ドイツ領南西アフリカ・マルク（英語版） - ドイツ領南西アフリカ
- トゥヴァ・アクシャ（英語版） - トゥヴァ
- トゥール・リーブル（英語版） - フランス
- トゥールガウ・フランク（英語版） - トゥールガウ
- トゥグルグ - モンゴル
- ドゥニエ - フランス
- トーゴ・フラン（英語版） - トーゴ
- トスカーナ・リラ（英語版） - トスカーナ
- トバゴ・ドル（英語版） - トバゴ島
- ドブラ - サントメ・プリンシペ
- ドミニカ・ドル（英語版） - ドミニカ国
- ドミニカ・フランコ（英語版） - ドミニカ共和国
- ドミニカ・ペソ - ドミニカ共和国
- トラール - スロベニア
- ドラクマ  - ギリシャ
- ドラム - アルメニア
- トランスコーカサス・ルーブル（英語版） - 南コーカサス
- トリニダード・トバゴ・ドル - トリニダード・トバゴ
- トリニダード・ドル（英語版） - トリニダード島
- トリポリタニア・リラ（英語版） - トリポリタニア
- ドル (Dollar)
- トルクメニスタン・マナト - トルクメニスタン
- トルコリラ - トルコ
- トレンガヌ・ケピン（英語版） - トレンガヌ
- ベトナム・ドン - ベトナム
- トンガ・ポンド（英語版） - トンガ

## ナ行
- ナイジェリア・ポンド - ナイジェリア
- ナイラ - ナイジェリア
- ナクファ - エリトリア
- ナハール（英語版） - チェチェン (planned and printed but never used)
- ナポリ・ピアストラ（英語版） - 両シチリア王国本土
- ナポリ・リラ（英語版） - ナポリ
- ナミビア・ドル - ナミビア
- ニカラグア・コルドバ - ニカラグア
- ニカラグア・ペソ（英語版） - ニカラグア
- 西アフリカ・ポンド - カメルーン / ガンビア / ガーナ / リベリア / ナイジェリア / シエラレオネ
- 西アフリカCFAフラン - ベナン / ブルキナファソ / コートジボワール / ギニアビサウ / マリ共和国 / ニジェール / セネガル / トーゴ
- 西インド・ポンド（英語版） - 英領西インド諸島
- 西ニューギニア・グルデン（英語版） - 西ニューギニア
- 西ニューギニア・ルピア（英語版） - 西ニューギニア
- ニューカレドニア・フラン（英語版） - ニューカレドニア
- ニューギニア・ポンド（英語版） - ニューギニア
- ニューギニア・マルク（英語版） - ニューギニア
- ニュージーランド・ドル - ニュージーランド
- ニュージーランド・ポンド - ニュージーランド
- ニュージャージー・ポンド（英語版） - ニュージャージー
- ニュー台湾ドル - 中華民国
- ニューハンプシャー・ポンド（英語版） - ニューハンプシャー
- ニューファンドランド・ドル（英語版） - ニューファンドランド
- ニューファンドランド・ポンド（英語版） - ニューファンドランド植民地（英語版）
- ニューブランズウィック・ドル（英語版） - ニューブランズウィック
- ニューブランズウィック・ポンド（英語版） - ニューブランズウィック
- ニューヘブリディーズ・フラン - 共同統治領ニューヘブリディーズ
- ニューヨーク・ポンド（英語版） - ニューヨーク
- ニュルタム - ブータン
- ヌーシャテル・グルデン（英語版） - ヌーシャテル
- ヌーベルフランス・リーブル（英語版） - ヌーベルフランス
- ヌエボ・ソル - ペルー
- ネイビス・ドル（英語版） - ネイビス島
- ネパール・パイサ（英語版） - ネパール
- ネパール・ルピー - ネパール
- ノースカロライナ・ポンド（英語版） - ノースカロライナ
- ノバスコシア・ドル - ノバスコシア州
- ノバスコシア・ポンド - ノバスコシア
- ノルウェー・クローネ - ノルウェー
- ノルウェー・ターラー（英語版） - ノルウェー
- ノルウェー・ペニング（英語版） - ノルウェー
- ノルウェー・リグダラー（英語版） - ノルウェー

## ハ行
- バージニア・ポンド（英語版） - バージニア
- バーゼル・フランク（英語版） - バーゼル
- バーゼルターラー（英語版） - バーゼル州（英語版）
- バーツ - タイ
- バーデン・グルデン（英語版） - バーデン
- バーレーン・ディナール - バーレーン
- パアンガ - トンガ
- バイエルン・グルデン（英語版） - バイエルン
- パイサ - インドほか
- ハイチ・リーブル（英語版） - ハイチ
- ハイデラバード・ルピー（英語版） - ハイデラバード
- パキスタン・パイサ（英語版） - パキスタン
- パキスタン・ルピー - パキスタン
- バチカンリラ - バチカン市国
- バツ - バヌアツ
- ハノーバー・ターラー（英語版） - ハノーファー
- ハノーバー・フェアアインスターラー（英語版） - ハノーファー
- バハマ・ドル - バハマ
- バハマ・ポンド（英語版） - バハマ
- パピエルマルク - グダニスク
- バミューダ・ドル - バミューダ諸島
- バミューダ・ポンド（英語版） - バミューダ諸島
- パラグアイ・ペソ（英語版） - パラグアイ
- パラグアイ・レアル（英語版） - パラグアイ
- パリ・リーブル（英語版） - フランス
- バルバドス・ドル - バルバドス
- バルボア - パナマ
- パルマ・リラ（英語版） - パルマ公国
- パレスチナ・ポンド（英語版） - イギリス委任統治領パレスチナ
- ハワイ・ドル（英語版） - ハワイ
- バングラデシュ・パイサ（英語版） - バングラデシュ
- ハンブルク・マルク（英語版） - ハンブルク
- ビアフラ・ポンド - ビアフラ
- ピエモンテ・スクード（英語版） - サルデーニャ王国のピエモンテと他の本土の部分
- 東カリブ・ドル - アンティグア・バーブーダ / グレナダ / セントビンセント・グレナディーン / セントルシア / ドミニカ国 / セントクリストファー・ネイビス / アンギラ / モントセラト
- 東アフリカ・シリング（英語版） - ケニア / ソマリア / タンザニア / ウガンダ
- 東アフリカ・フロリン（英語版） - ケニア / ソマリア / タンザニア / ウガンダ
- 東アフリカ・ルピー（英語版） - ケニア / ソマリア / タンザニア / ウガンダ
- 東ドイツマルク - 東ドイツ
- ヒジャーズ・リヤル（英語版） - ヒジャーズ王国
- ピティス（英語版） - ブルネイ
- ビルマ・ルピー（英語版） -  ビルマ
- ファン (大韓民国の通貨)（英語版） - 大韓民国
- フィジー・ドル - フィジー
- フィジー・ポンド（英語版） - フィジー
- フィリピン・ペソ - フィリピン
- フィリピン・ペソ・フエルテ（英語版） - フィリピン
- フィリピン・レアル（英語版） - フィリピン
- フィンランド・マルッカ - フィンランド
- ブータン・ルピー（英語版） - ブータン
- フェニックス (通貨)（英語版） - ギリシャ
- プエルト・リコ・ドル（英語版） - プエルトリコ
- プエルトリコ・ペソ（英語版） - プエルトリコ
- フェロー・クローネ - フェロー諸島 （独立した通貨ではなく / デンマーク・クローネに相当）
- フォークランド諸島ポンド - フォークランド諸島
- フォリント - ハンガリー
- ブドゥジュ（英語版）  - アルジェリア
- ブハラ・テンガ（英語版） - ブハラ
- プラ - ボツワナ
- フラン
- フランス・フラン - フランス
- フランス植民地時代のリーヴル（英語版） - フランス領ギアナ / グアドループ / ハイチ / マルティニーク / モーリシャス / レユニオン
- フランス領インド・ルピー（英語版） -フランス領インド
- フランス領インドシナ・ピアストル - カンボジア / ラオス / ベトナム
- フランス領カメルーン・フラン（英語版） - フランス領カメルーン
- フランス領ギアナ・フラン（英語版） - フランス領ギアナ
- フランス領ポリネシア・フラン（英語版） - フランス領ポリネシア
- フランス領西アフリカ・フラン（英語版） - フランス領西アフリカ
- フランス領赤道アフリカフラン - フランス領赤道アフリカ
- フリヴニャ - （ウクライナ）
- ブリティッシュコロンビア・ドル（英語版） - ブリティッシュコロンビア
- フリブール・グルデン（英語版） - フリブール
- フリブール・フランク（英語版） - フリブール
- プリンスエドワードアイランド・ドル（英語版） - プリンスエドワードアイランド
- プリンスエドワードアイランド・ポンド（英語版） - プリンスエドワードアイランド
- ブル - エチオピア
- ブルネイ・ドル - ブルネイ
- ブルネイ・リンギット - ブルネイ
- ブルンジ・フラン - ブルンジ
- ブレーメン・ターラー - ブレーメン
- プロイセン・ターラー（英語版） - プロイセン
- プロイセン・フェアアインスターラー（英語版） - プロイセン
- フローリン (トスカーナ)（英語版） - トスカーナ
- 米国占領フラン（英語版） - フランス (issued and used by Allied soldiers, never backed by any government)
- ペセタ - スペイン
- ペソ
- ヘッセン＝カッセル・ターラー（英語版） - ヘッセン＝カッセル方伯領
- ヘッセン＝カッセル・フェアアインスターラー（英語版） - ヘッセン＝カッセル方伯領
- ペトロ - ベネズエラ
- ペナン・ドル（英語版） - ペナン州
- ベネズエラ・ペソ（英語版） - ベネズエラ
- ベネズエラ・ベネゾラノ（英語版） - ベネズエラ
- ベネズエラ・ボリバル - ベネズエラ
- ベネズエラ・レアル（英語版） - ベネズエラ
- ベラルーシ・ルーブル - ベラルーシ
- ベリーズ・ドル - ベリーズ
- ペルー・ソル（英語版） - ペルー
- ペルー・ペセタ（英語版） - ペルー
- ペルー・レアル（英語版） - ペルー
- ペルーン (通貨)（英語版） - モンテネグロ
- ベルギー・フラン - ベルギー
- ベルン・ターラー（英語版） - ベルン
- ベルン・フランク（英語版） - ベルン
- ペンゲー (ペンゴ) - ハンガリー
- ペンシルベニア・ポンド（英語版） - ペンシルベニア
- 貿易銀 - 日本
- ポーランド・ズウォティ - ポーランド
- ボスニア・ヘルツェゴビナ・ディナール - ボスニア・ヘルツェゴビナ
- ホラズム・テンガ（英語版） - ホラズム
- ボリビア・スクード（英語版） - ボリビア
- ボリビア・ペソ（英語版） - ボリビア
- ボリビアーノ - ボリビア
- ポルトガル・エスクード - ポルトガル
- ポルトガル・レアル（英語版） - ポルトガル
- ポルトガル領インド・エスクード（英語版） - ポルトガル領インド
- ポルトガル領インド・ルピア（英語版） - ポルトガル領インド
- ポルトガル領ギニア・エスクード - ギニアビサウ
- ポルトガル領ギニア・レアル（英語版） - ギニアビサウ
- ポルトガル領ティモール・エスクード（英語版） - 東ティモール
- ポルトガル領ティモール・パタカ - ポルトガル領ティモール
- 香港ドル - 香港
- ホンジュラス・ペソ（英語版） - ホンジュラス
- ホンジュラス・レアル（英語版） - ホンジュラス
- ポンド

## マ行
- マカオ・パタカ - マカオ
- マケドニア・デナール - 北マケドニア
- マサチューセッツ・ポンド（英語版） - マサチューセッツ
- マダガスカル・アリアリ - マダガスカル
- マダガスカル・フラン（英語版） - マダガスカル
- マネティ（英語版） - グルジア民主共和国
- マラウイ・クワチャ - マラウイ
- マラヴェディ（英語版） - スペイン
- マラヤ・ドル（英語版） - ブルネイ / マレーシア / シンガポール
- マラヤ及びイギリス領ボルネオ・ドル - マラヤ連邦 / シンガポール / サラワク / イギリス領ボルネオ / ブルネイ
- マリ・フラン - マリ共和国
- マルク
- マルタ・スクード（英語版） - マルタ
- マルタ・パタカ（英語版） - マルタ
- マルタ・リラ - マルタ
- マルティニーク・フラン（英語版） - マルティニーク
- マルビナス諸島・ペソ（英語版） - マルビナス諸島（フォークランド諸島）
- マンクス・ポンド - マン島
- 満州国圓 - 満州国
- 南アフリカ・ポンド - 南アフリカ
- 南イエメン・ディナール - イエメン人民民主共和国
- 南スーダン・ポンド - 南スーダン
- 南ドイツ・グルデン（英語版） - バーデン / バイエルン / フランクフルト / ホーエンツォレルン / ヴュルテンベルクおよびその他の州
- 南ベトナム・ドン - ベトナム共和国
- 南ローデシア・ポンド - 南ローデシア
- ミラノ・スクード（英語版） - ミラノ
- 文 (朝鮮の通貨)（英語版） - 朝鮮
- メキシコ・ペソ - メキシコ
- メキシコ・レアル（英語版） - メキシコ
- メクレンブルク・ターラー（英語版） - メクレンブルク
- メクレンブルク・フェアアインスターラー（英語版） - メクレンブルク
- メティカ（英語版） - モザンビーク
- メティカル - モザンビーク
- メリーランド・ポンド（英語版） - メリーランド
- モーリシャス・ドル（英語版） - モーリシャス
- モーリシャス・ルピー - モーリシャス
- モザンビーク・エスクード（英語版） - モザンビーク
- モザンビーク・レアル（英語版） - モザンビーク
- モネガスク・フラン - モナコ
- モルドバ・レウ - モルドバ
- モロッコ・ディルハム - モロッコ
- モロッコ・フラン（英語版） - モロッコ
- モロッコ・リアル（英語版） - モロッコ
- 文 - 中国 / 日本
- モンゴル・ドル（英語版） - モンゴル国
- モンテネグロ・ペルパー（英語版） - モンテネグロ

## ヤ行
- 両 (朝鮮の通貨)（英語版） - 朝鮮
- UAEディルハム - アラブ首長国連邦
- ユーロ - ユーロ圏（アイルランド / イタリア / エストニア / オーストリア / オランダ（一部の海外領土は除く） / キプロス（イギリス主権基地領域アクロティリおよびデケリアを含むが、北キプロス・トルコ共和国は除く） / ギリシャ / スロバキア / スロベニア /スペイン / ドイツ / フィンランド / フランス（一部の海外領土は除く） / ベルギー / ポルトガル / マルタ / ルクセンブルク）、欧州連合との正式な協定に基づいて使用する国（サンマリノ / バチカン / モナコ）、欧州連合とは正式な協定を締結せずに使用する国・地域（アンドラ / モンテネグロ / コソボ）
- ユーゴスラビア・クローネ（英語版） - ユーゴスラビア
- ユーゴスラビア・ディナール - ユーゴスラビア
- ヨルダン・ディナール - ヨルダン

## ラ行
- ラーリ - モルディブ
- ライクスダアルダー（英語版） - オランダ
- ライヒスターラー（英語版） - ドイツ
- ライヒスマルク - ドイツ
- ラッツ - ラトビア
- ラトビア・ルーブル（英語版） - ラトビア
- ラリ - ジョージア
- ランド - 南アフリカ共和国
- リアウ・ルピア（英語版） - リアウ
- リーブラ (ペルーの通貨)（英語版） - ペルー
- リーブル - フランス
- リエル - カンボジア
- リクス・ダラー（英語版） - イギリス領セイロン
- リビア・ディナール - リビア
- リビア・ポンド（英語版） - リビア
- リタス - リトアニア
- リヒテンシュタイン・クローネ - リヒテンシュタイン
- リヒテンシュタイン・フランク（英語版） - リヒテンシュタイン
- リベリア・ドル - リベリア
- 両 - 日本 / 中国
- 両シチリア・ピアストラ（英語版） - 両シチリア王国
- リラ
- リランゲニ - エスワティニ
- リンギット - マレーシア
- ルアンダ＝ウルンディ・フラン（英語版） - ルアンダ＝ウルンディ
- ルーマニア・レウ - ルーマニア
- ルクセンブルク・フラン - ルクセンブルク
- ルクセンブルク・リーブル（英語版） - ルクセンブルク
- ルツェルン・グルデン（英語版） - ルツェルン
- ルツェルン・フランク（英語版） - ルツェルン
- ルッカ・フラン（英語版） - ルッカ
- ルッカ・リラ（英語版） - ルッカ共和国
- ルピア - インドネシア
- ルピー (ドイツ領東アフリカ)（英語版） - ブルンジ / ルワンダ / タンザニア
- ルフィヤ - モルディブ
- ルーマニア・レウ - ルーマニア
- ルーブル - ロシア
- ルワンダ・フラン - ルワンダ
- レアール（英語版） - キュラソー
- レアル
- レアル - ブラジル
- レオン - シエラレオネ
- レク - アルバニア
- レバノン・ポンド - レバノン
- レフ - ブルガリア
- レユニオン・フラン（英語版） - レユニオン
- レンテンマルク - ドイツ
- レンテンマルク - ドイツ
- レンピラ - ホンジュラス
- ローデシア・ドル - ローデシア
- ローデシア・ニヤサランド・ポンド - ローデシアとニヤサランド
- ローデシア・ポンド - ローデシア
- ロードアイランド・ポンド（英語版） - ロードアイランド
- ロシア・ルーブル - ロシア
- ロチ - レソト
- ロンバルディア＝ベネツィア・フロリン（英語版） - ロンバルド＝ヴェネト王国
- ロンバルド＝ヴェネト王国・スクード（英語版） - ロンバルド＝ヴェネト王国

## ワ行
- 湾岸ルピー - バーレーン / クウェート / オマーン / カタール / アラブ首長国連邦